# Этнографические группы азербайджанцев
Азербайджанцы включают в себя несколько этнографических групп, каждая из которых имела или имеет свои особенности в экономике, культуре и повседневной жизни. Некоторые из них продолжили своё существование в последней четверти XIX века.

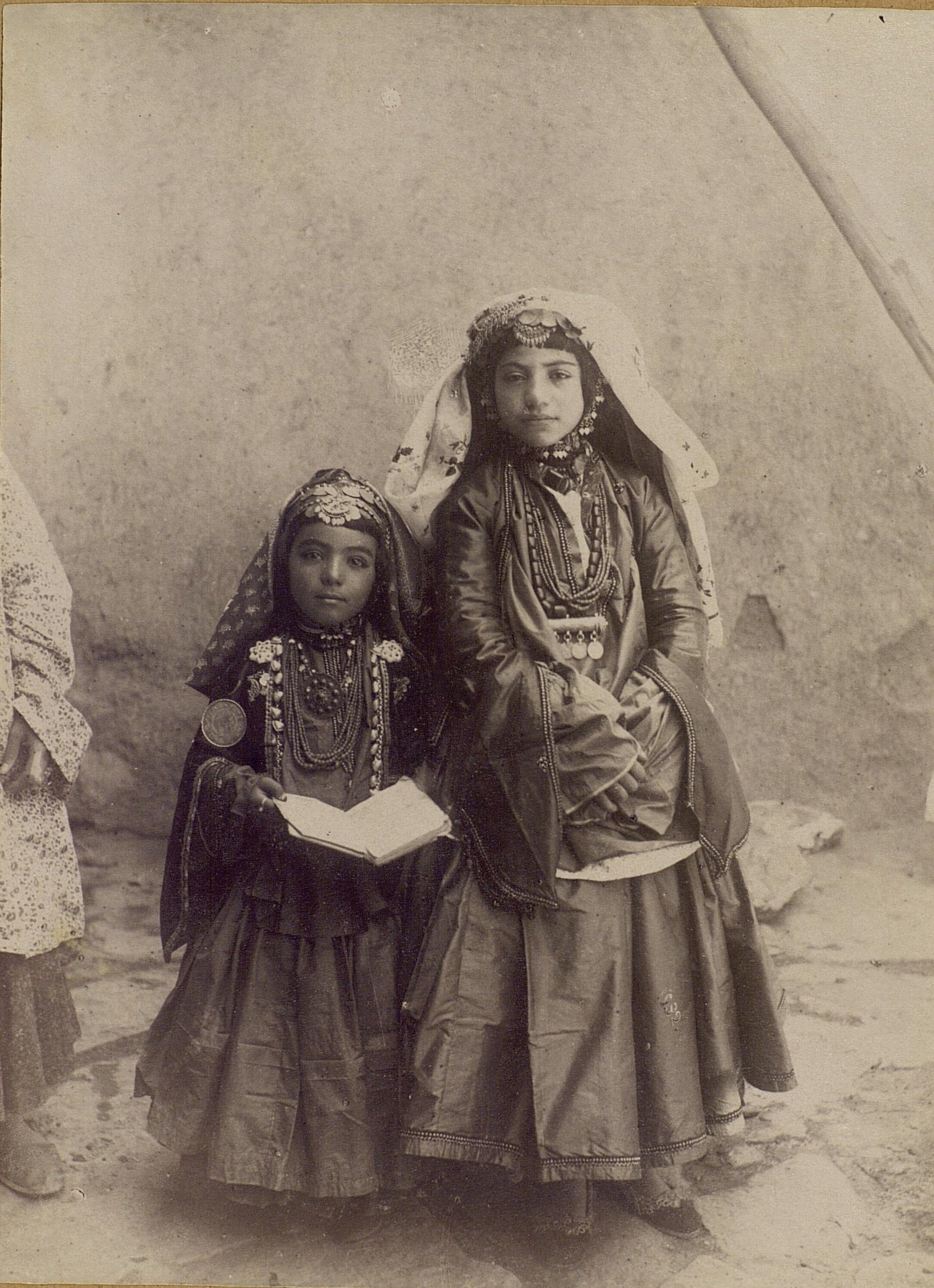
Девочки-шахсевены из богатой семьи, конец XIX века в Иране

Основные этнические группы азербайджанцев:
- Айрумы[1]
- Афшары[4][1]
- Бахарлы[5]
- Баяты[6]
- Гарагёзлю
- Зулькадары
- Каджары[7]
- Карадагцы
- Карапапахи
- Кашкайцы
- Кенгерли
- Кызылбаши[8]
- Падары[9]
- Румлу
- Текели
- Терекеменцы[10][11]
- Устаджлы
- Шамлу
- Шахсевены[12]